# Taringamotu (rivière)
La rivière Taringamotu  (en anglais : Taringamotu River) est un cours d’eau de la région de Manawatu-Wanganui de l’Île du Nord de la Nouvelle-Zélande.

## Géographie
Elle prend sa source à l’extrémité sud de la chaîne de ‘Hauhungaroa Range’, s’écoule globalement vers l’ouest pour rencontrer la rivière Ongarue, qui fait partie du système du fleuve Whanganui, tout près de la ville de Taumarunui.
(en) Land Information New Zealand, « détail emplacement: Taringamotu (rivière) », sur New Zealand Gazetteer